# Deudorix antalus
Deudorix antalus is een vlinder uit de familie van de Lycaenidae. De wetenschappelijke naam van de soort is voor het eerst gepubliceerd in 1855 door Carl Heinrich Hopffer.

## Verspreiding
De soort komt voor in tropisch Afrika, Saoedi-Arabië en Jemen.

## Ondersoorten
- Deudorix antalus antalus  (Hopffer, 1855)
  - = Lycaena anta Trimen, 1862
  - = Lycaena gambius Boisduval, 1847
  - = Deudorix gambius Mabille, 1885
    - =  Virachola antalus antalus Stempffer, 1967

  - = Cupido gambius Boisduval, 1847
  - = Deudorix anta Hewitson, 1863
  - = Hypokopelates anta
  - = Virachola antalus antalus Stempffer, 1967
- Deudorix antalus kitobolensis Strand, 1912
  - = Virachola antalus kitobolensis Stempffer, 1967
  - = Hypokopelates antalus kitobolensis